# 4870 Щербань
4870 Щербань (4870 Shcherbanʹ) — астероїд головного поясу, відкритий 25 жовтня 1989 року.
Тіссеранів параметр щодо Юпітера — 3,164.